# Потоки (Таращанский район)
Потоки (укр. Потоки) — село, входит в Таращанский район Киевской области Украины.
Население по переписи 2001 года составляло 404 человека. Почтовый индекс — 09515. Телефонный код — 4566. Занимает площадь 1,961 км². Код КОАТУУ — 3224483202.

## Местный совет
09513, Київська обл., Таращанський р-н, с.Лісовичі